# Liepen
Liepen is een ortsteil van de Duitse gemeente Neetzow-Liepen in Mecklenburg-Voor-Pommeren. Op 1 januari 2014 werd de toenmalige gemeente Liepen opgeheven en fuseerde hij met Neetzow tot Neetzow-Liepen.